# Dance Dance Dance (programma televisivo)
Dance Dance Dance è stato un  programma televisivo italiano ideato da John de Mol trasmesso in prima serata dal 2016 al 2018 su Fox Life e Fox e dalla seconda edizione, viene trasmesso in replica al venerdì sera su TV8.

## Il programma

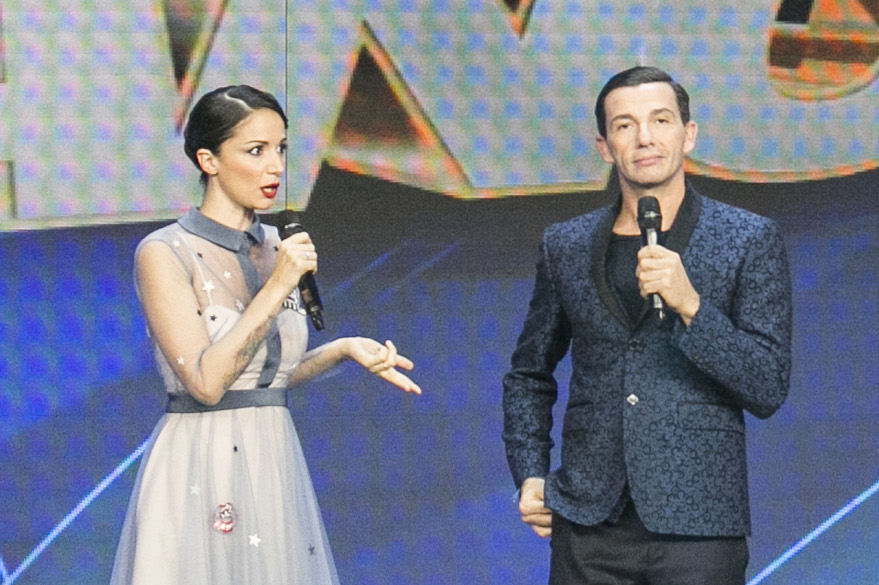
Andrea Delogu e Diego Passoni a Dance Dance Dance nel 2017.

Dance Dance Dance è una produzione originale di Fox Networks Group Italy, realizzata da Toro Media, in onda in prima serata dal dicembre 2016 sui canali satellitari Fox Life e Fox. Il programma va in onda dal Teatro 10 di Cinecittà di Roma.
In questo programma, di genere talent show, otto coppie di VIP partecipano ad una gara di ballo sulle note di vari brani presi da coreografie, musical, film o videoclip.
In ogni puntata, ogni coppia o un suo membro si esibirá con una coreografia impreziosita da un corpo di ballo su un pezzo assegnato loro dal direttore artistico Laccio.
Al termine di ogni esibizione, i giudici assegneranno un voto da 1 a 10 con la possibilità di dare anche mezzi voti. Terminate tutte le performances, le due coppie che otterranno il punteggio più basso entreranno nella Danger Zone e saranno a rischio eliminazione. Successivamente, nella sfida eliminatoria del Dance Off, le due coppie peggiori dovranno scontrarsi in un duello all’ultimo passo di danza in cui la coppia peggiore dovrà abbandonare il programma. A differenza della passata edizione, le due coppie a rischio eliminazione che andranno al Dance Off si sfideranno sulla stessa coreografia.
Solo nell’ultima puntata verrà decretata la coppia vincitrice dello show.
Dopo la prima edizione, il talent show è stato rinnovato per una seconda che, come per molte produzioni dell'azienda di Rupert Murdoch, sarà replicata su TV8, rete free di Sky Italia, due giorni dopo la messa in onda sui canali Fox insieme al Daily quotidiano.

## Edizioni
| Edizione | Rete televisiva | Rete televisiva | Rete televisiva | Conduzione    | Conduzione         | Periodo          | Periodo       | Puntate | Giuria             | Giuria         | Giuria           | Giuria          | Coppie in gara | Coppia vincitrice | Coppia vincitrice |
| Edizione | Rete televisiva | Rete televisiva | Rete televisiva | Conduzione    | Conduzione         | Inizio           | Fine          | Puntate | Giuria             | Giuria         | Giuria           | Giuria          | Coppie in gara | Coppia vincitrice | Coppia vincitrice |
| -------- | --------------- | --------------- | --------------- | ------------- | ------------------ | ---------------- | ------------- | ------- | ------------------ | -------------- | ---------------- | --------------- | -------------- | ----------------- | ----------------- |
| 1ª       | Fox Life        | Fox             | -               | Andrea Delogu | Diego Passoni      | 26 dicembre 2016 | 8 marzo 2017  | 12      | Vanessa Incontrada | Timor Steffens | Timor Steffens   | Luca Tommassini | 6              | Clara Alonso      | Diego Dominguez   |
| 2ª       | Fox Life        | Fox             | Tv8             | Andrea Delogu | Nicolò De Devitiis | 17 gennaio 2018  | 23 marzo 2018 | 10      | Vanessa Incontrada | Daniel Ezralow | Deborah Lettieri | Luca Tommassini | 8              | Giulio Berruti    | Cristina Marino   |

### Prima edizione (2016-2017)
La prima edizione del programma è costituita da 12 puntate, in onda dal 26 dicembre 2016 su Fox Life e Fox, due canali visibili a pagamento solo su Sky Italia. I conduttori sono Andrea Delogu e Diego Passoni, mentre la giuria è composta da Luca Tommassini, Vanessa Incontrada e Timor Steffens.

#### Concorrenti e classifica
In questa edizione la gara di ballo si svolge tra 12 personaggi famosi organizzati in 6 coppie.
| Le sei coppie di concorrenti sono le seguenti: | Le sei coppie di concorrenti sono le seguenti: | Le sei coppie di concorrenti sono le seguenti: | Esito                      |
| ---------------------------------------------- | ---------------------------------------------- | ---------------------------------------------- | -------------------------- |
| Clara Alonso                                   | in coppia con                                  | Diego Dominguez                                | Vincitori                  |
| Claudia Gerini                                 | in coppia con                                  | Massimiliano Vado                              | Secondi                    |
| Raniero Monaco di Lapio                        | in coppia con                                  | Beatrice Olla                                  | Eliminati alla 11ª puntata |
| Tania Cagnotto                                 | in coppia con                                  | Giovanni Tocci                                 | Eliminati alla 8ª puntata  |
| Chiara Nasti                                   | in coppia con                                  | Roberto De Rosa                                | Eliminati alla 5ª puntata  |
| Mirco Bergamasco                               | in coppia con                                  | Ati Safavi                                     | Eliminati alla 3ª puntata  |

### Seconda edizione (2017-2018)
La seconda edizione del programma a differenza della prima, andrà in onda anche in replica su TV8. Il 30 ottobre 2017 sono stati annunciati i concorrenti dell'edizione. La conduzione è affidata ad Andrea Delogu e Nicolò De Devitiis. Mentre i giudici sono: Daniel Ezralow, Deborah Lettieri e i già confermati Vanessa Incontrada e Luca Tommassini.

#### Concorrenti e classifica
| Le otto coppie di concorrenti sono le seguenti: | Le otto coppie di concorrenti sono le seguenti: | Le otto coppie di concorrenti sono le seguenti: | Esito                     |
| ----------------------------------------------- | ----------------------------------------------- | ----------------------------------------------- | ------------------------- |
| Giulio Berruti                                  | in coppia con                                   | Cristina Marino                                 | Vincitori                 |
| Silvia Provvedi                                 | in coppia con                                   | Giulia Provvedi                                 | Secondi                   |
| Roberta Ruiu                                    | in coppia con                                   | Tommaso Zorzi                                   | Eliminati alla 9ª puntata |
| Dino Abbrescia                                  | in coppia con                                   | Susy Laude                                      | Eliminati alla 7ª puntata |
| Carlotta Ferlito                                | in coppia con                                   | Frank Chamizo                                   | Eliminati alla 5ª puntata |
| Michelangelo Tommaso                            | in coppia con                                   | Samanta Piccinetti                              | Eliminati alla 4ª puntata |
| Marco Delvecchio                                | in coppia con                                   | Federica Delvecchio                             | Eliminati alla 3ª puntata |
| Luca Marin                                      | in coppia con                                   | Valentina Pegorer                               | Eliminati alla 2ª puntata |

## Accoglienza
Aldo Grasso de Il corriere della Sera ha definito il talent show come «una versione moderna di Ballando». Secondo Vanity Fair «Fox ha confezionato uno show moderno, cadenzato da tecnologie e competenze», mentre il Fatto Quotidiano parla di «un programma piacevole, fresco, dal linguaggio contemporaneo, che sfrutta l'impossibilità di andare in diretta (con coreografie e scenografie del genere sarebbe impossibile) utilizzando l'ormai insostituibile arma del montaggio». Per Wired infine «Dance Dance Dance non rappresenta nulla di nuovo nel panorama televisivo, ma dimostra come ciò che già si fa in tv possa essere fatto meglio».
Il primo episodio è stato visto da 406.000 spettatori segnando il miglior esordio di sempre per una produzione Fox.